# Entre Rios do Sul
Entre Rios do Sul es un municipio brasileño del estado de Río Grande del Sur.
Su población estimada para el año 2003 era de 3.290 habitantes.
Ocupa una superficie de 120,4 km².
Es famoso a nivel nacional por sus competiciones de motonaútica.
- Datos: Q749754
- Multimedia: Entre Rios do Sul / Q749754